# Division 1 i ishockey 1999/2000
Division I i ishockey 1999/2000 var säsongens tredje högsta ishockeyserie i Sverige sedan man inrättat en ny andraserie vid namn Allsvenskan. Division I bestod av 78 lag geografiskt uppdelade i 4 regioner och 8 serier. Regionerna benämndes Norra, Östra, Västra och Södra och hade två serier vardera benämnda A respektive B. 
I öster, väster och söder gick de bästa lagen vidare till Allettan och de kvarvarande lagen spelade vidare i sina serier nu benämnda vårserier. De bästa lagen från Allettan gick vidare till kvalserien och lag 3–4 från Allettan samt vinnaren av vårserien till playoff. Vinnarna av playoff gick vidare till kvalserien. I den norra regionen gick de två bästa lagen i varje serie direkt till kvalserien till Allsvenskan. I den södra regionen deltog de bästa lagen från division II i vårserierna.

## Deltagande lag
Inför säsongen hade man gjort om seriesystemet. Förra säsongen bestod Division I av fyra serier med åtta lag i varje, totalt 32 lag. Av dessa fick 24 plats i den nyinrättade Allsvenskan. Endast åtta lag blev kvar i Division I: AIK Härnösand, Mörrum, Olofström, Surahammar, Team Kiruna, Tumba/Botkyrka, Uppsala/AIS och Örnsköldsvik. Nya Division I tog sitt upplägg från gamla Division II med åtta serier i fyra regioner. Varje serie omfattade tio lag (utom Norra A som hade åtta); totalt 78 lag. Totalt behövde nya Division I alltså fyllas på med 70 lag och dessa kom huvudsakligen från Division II, men några hade kvalat sig upp från Division III: Gimo, Gnesta, Kungälv, Skutskär och Säffle.
| Division I Norra A                                                                               |
| ------------------------------------------------------------------------------------------------ |
| Brooklyn Tigers HC Clemensnäs HK Kalix HF SK Lejon Team Kiruna IF Tegs SK Vännäs HC Överkalix IF |

| Division I Norra B |
| --- |
| AIK Hockey Härnösand KB 65 Kovlands IF Kramfors-Alliansen LN 91 Njurunda SK Sollefteå HK Svedjeholmens IF Örnsköldsviks SK Östersunds IK |

| Division I Västra A |
| --- |
| Avesta BK Borlänge HF Hedemora SK Hille/Åbyggeby IK Hofors HC Hudiksvalls HC IF Noretpojkarna Skutskärs SK Valbo AIF Västerås HC |

| Division I Västra B |
| --- |
| Arvika HC Forshaga IF Hammarö HC HC Örebro 90 IFK Munkfors Kristinehamns HT Skåre BK Surahammars IF Säffle HC Åmåls SK |

| Division I Östra A |
| --- |
| Gimo IF HC IF Vallentuna BK IFK Täby IFK Österåker IK IK Waxholm Sollentuna HC Tierps IF Uppsala/AIS Väsby IK HK Östervåla IF |

| Division I Östra B |
| --- |
| Gnesta IK Haninge HC Järfälla HC Linden HC Mälarhöjden/Bredängs IK Nacka HK Skå IK Trångsunds IF Tumba/Botkyrka IK Tyresö HK |

| Division I Södra B |
| --- |
| Borås HC Göteborgs IK Hanhals/Kungsbacka IF IF Mölndal Hockey IK Hästen Kungälvs IK Nittorps IK Skövde IK Södra Hockey Vänersborgs HC |

| Division I Södra B |
| --- |
| Alvesta SK Helsingborgs HC IK Pantern Kristianstads IK Limhamns IK Skäret Mörrums GoIS IK Nybro IF Hockey Olofströms IK Tyringe SoSS Västerviks IK |

## Höstserier

### Division I Norra A
Serien spelades med åtta lag i 28 omgångar. Kiruna segrade med god marginal till Umeå-laget Teg. Båda lagen gick vidare till Kvalserien till Allsvenskan. De två sista lagen i serien – Vännäs och Överkalix – gick vidare till Kval till Division I. SK Lejon från Skellefteå, Brooklyn Tigers från Luleå, Clemensnäs från Skellefteå samt Kalix var klara för Division I nästa säsong.
| Nr | Lag                | S  | V  | O | F  | GM  | IM  | MS   | P  |
| -- | ------------------ | -- | -- | - | -- | --- | --- | ---- | -- |
| 1  | Team Kiruna IF     | 28 | 21 | 2 | 5  | 145 | 71  | +74  | 44 |
| 2  | Tegs SK            | 28 | 16 | 4 | 8  | 120 | 92  | +28  | 36 |
| 3  | SK Lejon           | 28 | 15 | 3 | 10 | 118 | 97  | +21  | 33 |
| 4  | Brooklyn Tigers HC | 28 | 14 | 1 | 13 | 113 | 108 | +5   | 29 |
| 5  | Clemensnäs HK      | 28 | 13 | 1 | 14 | 113 | 121 | −8   | 27 |
| 6  | Kalix HF           | 28 | 11 | 2 | 15 | 104 | 110 | −6   | 24 |
| 7  | Vännäs HC          | 28 | 9  | 6 | 13 | 112 | 119 | −7   | 24 |
| 8  | Överkalix IF       | 28 | 2  | 3 | 23 | 73  | 180 | −107 | 7  |

### Division I Norra B
Serien spelades med tio lag i 27 omgångar. Örnsköldsvik vann med sju poängs marginal till Härnösand. Båda lagen gick vidare till Kvalserien till Allsvenskan. Kovaland från Sundsvall, Köpmanholmen/Bjästa (KB 65) från Örnsköldsvik, Kramfors samt Östersund var klara för Division I nästa säsong. Svedjeholmen från Örnsköldsvik och Lögdeå/Nordmaling (LN 91) gick vidare till Kval till Division I. De två sista lagen – Sollefteå och Njurunda flyttades ner till Division II.
| Nr | Lag                  | S  | V  | O | F  | GM  | IM  | MS   | P  |
| -- | -------------------- | -- | -- | - | -- | --- | --- | ---- | -- |
| 1  | Örnsköldsviks SK     | 27 | 21 | 3 | 3  | 194 | 78  | +116 | 45 |
| 2  | AIK Hockey Härnösand | 27 | 17 | 4 | 6  | 131 | 75  | +56  | 38 |
| 3  | Kovlands IF          | 27 | 17 | 1 | 9  | 124 | 104 | +20  | 35 |
| 4  | KB 65                | 27 | 14 | 3 | 10 | 108 | 114 | −6   | 31 |
| 5  | Kramfors-Alliansen   | 27 | 12 | 6 | 9  | 117 | 95  | +22  | 30 |
| 6  | Östersunds IK        | 27 | 14 | 1 | 12 | 106 | 115 | −9   | 29 |
| 7  | Svedjeholmens IF     | 27 | 9  | 2 | 16 | 91  | 121 | −30  | 20 |
| 8  | LN 91                | 27 | 7  | 3 | 17 | 92  | 151 | −59  | 17 |
| 9  | Sollefteå HK         | 27 | 5  | 5 | 17 | 105 | 142 | −37  | 15 |
| 10 | Njurunda SK          | 27 | 2  | 6 | 19 | 89  | 162 | −73  | 10 |

### Division I Västra A
Serien spelades med tio lag i 18 omgångar. De fyra främsta lagen – Avesta, Borlänge, Gävlelaget Hille/Åbyggeby samt Skutskär från Älvkarleby – gick vidare till Allettan. Övriga lag gick vidare till vårserien.
| Nr | Lag               | S  | V  | O | F  | GM  | IM  | MS  | P  |
| -- | ----------------- | -- | -- | - | -- | --- | --- | --- | -- |
| 1  | Avesta BK         | 18 | 12 | 4 | 2  | 104 | 44  | +60 | 28 |
| 2  | Borlänge HF       | 18 | 13 | 0 | 5  | 87  | 47  | +40 | 26 |
| 3  | Hille/Åbyggeby IK | 18 | 10 | 2 | 6  | 83  | 73  | +10 | 22 |
| 4  | Skutskärs SK      | 18 | 10 | 2 | 6  | 73  | 69  | +4  | 22 |
| 5  | Hedemora SK       | 18 | 9  | 3 | 6  | 103 | 70  | +33 | 21 |
| 6  | Hudiksvalls HC    | 18 | 8  | 1 | 9  | 63  | 77  | −14 | 17 |
| 7  | Valbo AIF         | 18 | 5  | 4 | 9  | 63  | 65  | −2  | 14 |
| 8  | IF Noretpojkarna  | 18 | 5  | 3 | 10 | 41  | 84  | −43 | 13 |
| 9  | Västerås HC       | 18 | 4  | 2 | 12 | 61  | 95  | −34 | 10 |
| 10 | Hofors HC         | 18 | 3  | 1 | 14 | 47  | 101 | −54 | 7  |

### Division I Västra B
Serien spelades med tio lag i 18 omgångar. De fyra främsta lagen – Karlstadslaget Skåre samt Arvika, Örebro och Hammarö (också från Karlstadsområdet) – gick vidare till Allettan. Övriga lag fick spela i vårserien.
| Nr | Lag              | S  | V  | O | F  | GM  | IM  | MS  | P  |
| -- | ---------------- | -- | -- | - | -- | --- | --- | --- | -- |
| 1  | Skåre BK         | 18 | 13 | 4 | 1  | 103 | 45  | +58 | 30 |
| 2  | Arvika HC        | 18 | 12 | 4 | 2  | 82  | 46  | +36 | 28 |
| 3  | HC Örebro 90     | 18 | 11 | 4 | 3  | 91  | 43  | +48 | 26 |
| 4  | Hammarö HC       | 18 | 9  | 1 | 8  | 77  | 70  | +7  | 19 |
| 5  | Kristinehamns HT | 18 | 7  | 3 | 8  | 80  | 72  | +8  | 17 |
| 6  | IFK Munkfors     | 18 | 7  | 2 | 9  | 65  | 69  | −4  | 16 |
| 7  | Surahammars IF   | 18 | 7  | 1 | 10 | 63  | 84  | −21 | 15 |
| 8  | Forshaga IF      | 18 | 4  | 5 | 9  | 48  | 77  | −29 | 13 |
| 9  | Åmåls SK         | 18 | 3  | 5 | 10 | 45  | 70  | −25 | 11 |
| 10 | Säffle HC        | 18 | 2  | 1 | 15 | 36  | 114 | −78 | 5  |

### Division I Östra A
Serien spelades med tio lag i 18 omgångar. De fyra främsta lagen – Gimo, Uppsala, Tierp och Vallentuna – gick vidare till Allettan. Övriga lag fick spela vidare i vårserien.
| Nr | Lag              | S  | V  | O | F  | GM | IM | MS  | P  |
| -- | ---------------- | -- | -- | - | -- | -- | -- | --- | -- |
| 1  | Gimo IF HC       | 18 | 14 | 1 | 3  | 92 | 62 | +30 | 29 |
| 2  | Uppsala/AIS      | 18 | 11 | 2 | 5  | 78 | 47 | +31 | 24 |
| 3  | Tierps IF        | 18 | 10 | 4 | 4  | 86 | 62 | +24 | 24 |
| 4  | IF Vallentuna BK | 18 | 10 | 2 | 6  | 70 | 57 | +13 | 22 |
| 5  | Väsby IK HK      | 18 | 8  | 5 | 5  | 82 | 71 | +11 | 21 |
| 6  | IK Waxholm       | 18 | 8  | 2 | 8  | 77 | 75 | +2  | 18 |
| 7  | IFK Österåker IK | 18 | 6  | 2 | 10 | 70 | 79 | −9  | 14 |
| 8  | Östervåla IF     | 18 | 4  | 2 | 12 | 51 | 75 | −24 | 10 |
| 9  | Sollentuna HC    | 18 | 4  | 2 | 12 | 67 | 99 | −32 | 10 |
| 10 | IFK Täby         | 18 | 3  | 2 | 13 | 46 | 92 | −46 | 8  |

### Division I Östra B
Serien spelades med tio lag i 18 omgångar. De fyra främsta lagen – Stockholmslaget Mälarhöjden/Bredäng, Järfälla, Tumba/Botkyrka samt Trångsund från Huddinge – gick vidare till Allettan. Övriga lag fick spela i vårserien.
| Nr | Lag                     | S  | V  | O | F  | GM | IM | MS  | P  |
| -- | ----------------------- | -- | -- | - | -- | -- | -- | --- | -- |
| 1  | Mälarhöjden/Bredängs IK | 18 | 15 | 1 | 2  | 97 | 41 | +56 | 31 |
| 2  | Järfälla HC             | 18 | 11 | 4 | 3  | 75 | 49 | +26 | 26 |
| 3  | Tumba/Botkyrka IK       | 18 | 11 | 3 | 4  | 70 | 42 | +28 | 25 |
| 4  | Trångsunds IF           | 18 | 11 | 2 | 5  | 75 | 55 | +20 | 24 |
| 5  | Linden HC               | 18 | 8  | 5 | 5  | 49 | 47 | +2  | 21 |
| 6  | Nacka HK                | 18 | 6  | 5 | 7  | 56 | 67 | −11 | 17 |
| 7  | Tyresö HK               | 18 | 3  | 5 | 10 | 47 | 77 | −30 | 11 |
| 8  | Haninge HC              | 18 | 2  | 5 | 11 | 49 | 85 | −36 | 9  |
| 9  | Skå IK                  | 18 | 2  | 4 | 12 | 51 | 75 | −24 | 8  |
| 10 | Gnesta IK               | 18 | 3  | 2 | 13 | 57 | 88 | −31 | 8  |

### Division I Södra A
Serien spelades med tio lag i 18 omgångar. De fyra främsta lagen – Mölndal, Skövde, Borås och Vänersborg – gick vidare till Allettan. Övriga lag fick spela i vårserien.
| Nr | Lag                   | S  | V  | O | F  | GM | IM  | MS  | P  |
| -- | --------------------- | -- | -- | - | -- | -- | --- | --- | -- |
| 1  | IF Mölndal Hockey     | 18 | 10 | 6 | 2  | 89 | 44  | +45 | 26 |
| 2  | Skövde IK             | 18 | 11 | 3 | 4  | 81 | 54  | +27 | 25 |
| 3  | Borås HC              | 18 | 10 | 4 | 4  | 65 | 43  | +22 | 24 |
| 4  | Vänersborgs HC        | 18 | 8  | 7 | 3  | 72 | 49  | +23 | 23 |
| 5  | Nittorps IK           | 18 | 11 | 0 | 7  | 81 | 41  | +40 | 22 |
| 6  | Södra Hockey          | 18 | 9  | 3 | 6  | 79 | 69  | +10 | 21 |
| 7  | IK Hästen             | 18 | 7  | 3 | 8  | 66 | 68  | −2  | 17 |
| 8  | Kungälvs IK           | 18 | 6  | 2 | 10 | 61 | 88  | −27 | 14 |
| 9  | Hanhals/Kungsbacka IF | 18 | 4  | 0 | 14 | 49 | 90  | −41 | 8  |
| 10 | Göteborgs IK          | 18 | 0  | 0 | 18 | 34 | 131 | −97 | 0  |

### Division I Södra B
Serien spelades med tio lag i 18 omgångar. De fyra främsta lagen – Nybro, Mörrum, Tyringe och Olofström – gick vidare till Allettan. Övriga lag fick spela vårserien.
| Nr | Lag                | S  | V  | O | F  | GM | IM | MS  | P  |
| -- | ------------------ | -- | -- | - | -- | -- | -- | --- | -- |
| 1  | Nybro IF Hockey    | 18 | 11 | 4 | 3  | 83 | 51 | +32 | 26 |
| 2  | Mörrums GoIS IK    | 18 | 12 | 2 | 4  | 73 | 41 | +32 | 26 |
| 3  | Tyringe SoSS       | 18 | 9  | 5 | 4  | 56 | 47 | +9  | 23 |
| 4  | Olofströms IK      | 18 | 8  | 6 | 4  | 78 | 47 | +31 | 22 |
| 5  | Kristianstads IK   | 18 | 9  | 2 | 7  | 69 | 53 | +16 | 20 |
| 6  | IK Pantern         | 18 | 9  | 1 | 8  | 66 | 62 | +4  | 19 |
| 7  | Limhamns IK Skäret | 18 | 7  | 4 | 7  | 50 | 59 | −9  | 18 |
| 8  | Alvesta SK         | 18 | 7  | 1 | 10 | 63 | 79 | −16 | 15 |
| 9  | Helsingborgs HC    | 18 | 3  | 2 | 13 | 42 | 77 | −35 | 8  |
| 10 | Västerviks IK      | 18 | 1  | 1 | 16 | 28 | 92 | −64 | 3  |

## Allettan

### Allettan Västra
Serien bestod av åtta lag, de fyra bästa från Division I Västra A respektive B, och spelades i fjorton omgångar. De två främsta lagen, Skåre och Avesta fick varsin plats i Kvalserien till Allsvenskan. De följande två lagen, Borlänge och Arvika, gick vidare till Playoff. Övriga lag gick vidare till division I nästa säsong.
| Nr | Lag               | S  | V | O | F | GM | IM | MS  | P  |
| -- | ----------------- | -- | - | - | - | -- | -- | --- | -- |
| 1  | Skåre BK          | 14 | 9 | 2 | 3 | 57 | 40 | +17 | 20 |
| 2  | Avesta BK         | 14 | 7 | 3 | 4 | 50 | 39 | +11 | 17 |
| 3  | Borlänge HF       | 14 | 7 | 2 | 5 | 62 | 52 | +10 | 16 |
| 4  | Arvika HC         | 14 | 6 | 3 | 5 | 54 | 43 | +11 | 15 |
| 5  | HC Örebro 90      | 14 | 6 | 3 | 5 | 50 | 43 | +7  | 15 |
| 6  | Hille/Åbyggeby IK | 14 | 4 | 4 | 6 | 46 | 46 | 0   | 12 |
| 7  | Skutskärs SK      | 14 | 4 | 1 | 9 | 39 | 70 | −31 | 9  |
| 8  | Hammarö HC        | 14 | 3 | 2 | 9 | 40 | 65 | −25 | 8  |

### Allettan Östra
Serien bestod av åtta lag, de fyra bästa från Division I Östra A respektive B, och spelades i fjorton omgångar. De två främsta lagen, Vallentuna och Mälarhöjden, fick varsin plats i Kvalserien till Allsvenskan. Lag 3 och fyra (Tierp och Järfälla) gick vidare till Playoff. Övriga lag var klara för division I nästa säsong.
| Nr | Lag                     | S  | V  | O | F  | GM | IM | MS  | P  |
| -- | ----------------------- | -- | -- | - | -- | -- | -- | --- | -- |
| 1  | IF Vallentuna BK        | 14 | 10 | 2 | 2  | 65 | 41 | +24 | 22 |
| 2  | Mälarhöjden/Bredängs IK | 14 | 9  | 1 | 4  | 50 | 42 | +8  | 19 |
| 3  | Tierps IF               | 14 | 7  | 3 | 4  | 57 | 41 | +16 | 17 |
| 4  | Järfälla HC             | 14 | 8  | 0 | 6  | 52 | 55 | −3  | 16 |
| 5  | Tumba/Botkyrka IK       | 14 | 6  | 2 | 6  | 44 | 40 | +4  | 14 |
| 6  | Uppsala/AIS             | 14 | 6  | 0 | 8  | 52 | 53 | −1  | 12 |
| 7  | Gimo IF HC              | 14 | 4  | 2 | 8  | 52 | 58 | −6  | 10 |
| 8  | Trångsunds IF           | 14 | 1  | 0 | 13 | 26 | 68 | −42 | 2  |

### Allettan Södra
Serien bestod av åtta lag, de fyra bästa från Division I Södra A respektive B, och spelades i fjorton omgångar. De två främsta lagen, Mölndal och Mörrum, fick varsin plats i Kvalserien till Allsvenskan. de följande två lagen – Skövde och Tyringe gick vidare till Playoff. Övriga lag var klara för division I nästa säsong.
| Nr | Lag               | S  | V | O | F | GM | IM | MS  | P  |
| -- | ----------------- | -- | - | - | - | -- | -- | --- | -- |
| 1  | IF Mölndal Hockey | 14 | 9 | 3 | 2 | 54 | 31 | +23 | 21 |
| 2  | Mörrums GoIS IK   | 14 | 9 | 1 | 4 | 58 | 36 | +22 | 19 |
| 3  | Skövde IK         | 14 | 6 | 3 | 5 | 37 | 40 | −3  | 15 |
| 4  | Tyringe SoSS      | 14 | 5 | 4 | 5 | 58 | 48 | +10 | 14 |
| 5  | Borås HC          | 14 | 5 | 4 | 5 | 38 | 44 | −6  | 14 |
| 6  | Nybro IF Hockey   | 14 | 5 | 0 | 9 | 46 | 52 | −6  | 10 |
| 7  | Olofströms IK     | 14 | 5 | 0 | 9 | 43 | 55 | −12 | 10 |
| 8  | Vänersborgs HC    | 14 | 4 | 1 | 9 | 29 | 57 | −28 | 9  |

Tabelldata är hämtade från Årets ishockey 2000.

## Vårserier

### Division I Västra A vår
Serien spelades i femton omgångar av de sex lag som inte gått vidare till Allettan. Med sig fick de bonuspoäng efter placering i höstserien: Hedemora 5p, Hudiksvall 4p, Valbo 3p, Noretpojkarna 2p och Västerås HC 1p. Valbo segrade och fick platsen i Playoff. De två sista lagen, Västerås och Mora-laget Noretpojkarna fick spela Kvalserien till division I. Övriga lag var klara för division I nästa säsong.
| Nr | Lag              | S  | V  | O | F  | GM | IM | MS  | P  |
| -- | ---------------- | -- | -- | - | -- | -- | -- | --- | -- |
| 1  | Valbo AIF        | 15 | 12 | 1 | 2  | 76 | 36 | +40 | 28 |
| 2  | Hedemora SK      | 15 | 9  | 2 | 4  | 78 | 41 | +37 | 25 |
| 3  | Hudiksvalls HC   | 15 | 7  | 0 | 8  | 59 | 59 | 0   | 18 |
| 4  | Hofors HC        | 15 | 7  | 1 | 7  | 53 | 65 | −12 | 15 |
| 5  | Västerås HC      | 15 | 4  | 2 | 9  | 46 | 75 | −29 | 11 |
| 6  | IF Noretpojkarna | 15 | 3  | 0 | 12 | 42 | 78 | −36 | 8  |

### Division I Västra B vår
Serien spelades i femton omgångar av de sex lag som inte gått vidare till Allettan. Med sig fick de bonuspoäng efter placering i höstserien: Kristinehamn 5p, Munkfors 4p, Surahammar 3p, Forshaga 2p och Åmål 1p. Segraren Kristinehamn fick en plats i Playoff. De sista lagen, Munkfors och Säffle, fick spela i Kvalserien till division I. Övriga lag var klara för division I nästa säsong.
| Nr | Lag              | S  | V | O | F | GM | IM | MS  | P  |
| -- | ---------------- | -- | - | - | - | -- | -- | --- | -- |
| 1  | Kristinehamns HT | 15 | 9 | 3 | 3 | 74 | 46 | +28 | 26 |
| 2  | Surahammars IF   | 15 | 8 | 1 | 6 | 74 | 52 | +22 | 20 |
| 3  | Forshaga IF      | 15 | 5 | 4 | 6 | 60 | 54 | +6  | 16 |
| 4  | Åmåls SK         | 15 | 6 | 3 | 6 | 52 | 56 | −4  | 16 |
| 5  | IFK Munkfors     | 15 | 4 | 2 | 9 | 53 | 68 | −15 | 14 |
| 6  | Säffle HC        | 15 | 6 | 1 | 8 | 56 | 93 | −37 | 13 |

### Division I Östra A vår
Serien spelades med de sex lag som inte gått vidare till Allettan och med enkelmöten med östra vårserien B – totalt 16 omgångar. När serien började hade lagen med sig bonuspoäng efter placering i höstserien: Väsby 5p, Waxholm 4p, Österåker 3p, Östervåla 2p och Sollentuna 1p. Segraren Väsby fick en plats i Playoff. Tvåan och trean, Österåker och Waxholm, var klara för division I nästa säsong. Lag fem och sex – Östervåla och Täby - gick vidare till Kvalserien till division I medan Sollentuna som kom sist flyttades ner till Division II.
| Nr | Lag              | S  | V  | O | F  | GM | IM | MS  | P  |
| -- | ---------------- | -- | -- | - | -- | -- | -- | --- | -- |
| 1  | Väsby IK HK      | 16 | 11 | 1 | 4  | 78 | 58 | +20 | 28 |
| 2  | IFK Österåker IK | 16 | 8  | 1 | 7  | 67 | 59 | +8  | 20 |
| 3  | IK Waxholm       | 16 | 5  | 4 | 7  | 68 | 65 | +3  | 18 |
| 4  | Östervåla IF     | 16 | 6  | 2 | 8  | 54 | 53 | +1  | 16 |
| 5  | IFK Täby         | 16 | 5  | 5 | 6  | 56 | 62 | −6  | 15 |
| 6  | Sollentuna HC    | 16 | 3  | 2 | 11 | 60 | 74 | −14 | 9  |

### Division I Östra B vår
Serien spelades med de sex lag som inte gått vidare till Allettan och med enkelmöten med östra vårserien A – totalt 16 omgångar. När serien började hade lagen med sig bonuspoäng efter placering i höstserien: Linden 5p, Nacka 4p, Tyresö 3p, Haninge 2p och Skå 1p. Segraren Skå från Färingsö gick vidare till Playoff. Linden och Nacka blev klara för division I nästa säsong. Haninge och Tyresö fick spela Kvalserien till division I, medan sista laget Gnesta flyttades ner till Division II.
| Nr | Lag        | S  | V  | O | F  | GM | IM | MS  | P  |
| -- | ---------- | -- | -- | - | -- | -- | -- | --- | -- |
| 1  | Skå IK     | 16 | 14 | 1 | 1  | 70 | 28 | +42 | 30 |
| 2  | Linden HC  | 16 | 9  | 3 | 4  | 61 | 46 | +15 | 26 |
| 3  | Nacka HK   | 16 | 6  | 4 | 6  | 48 | 46 | +2  | 20 |
| 4  | Haninge HC | 16 | 6  | 4 | 6  | 47 | 54 | −7  | 18 |
| 5  | Tyresö HK  | 16 | 5  | 2 | 9  | 53 | 81 | −28 | 15 |
| 6  | Gnesta IK  | 16 | 3  | 1 | 12 | 50 | 86 | −36 | 7  |

### Division I Södra A vår
Serien bestod av lag 5–10 från höstserien samt vinnarna från höstserierna i Division II Götaland A och B, Halmstads HK och Mariestads BoIS Hockey (tidigare Mariestads HC), sammanlagt åtta lag som spelade fjorton omgångar. Segraren, Norrköpingslaget IK Hästen gick tillsammans med tvåan Nittorp från Tranemo till Playoff. Division II-lagen Halmstad och Mariestad tog platserna tre och fyra och fick därmed vara kvar i division I nästa säsong. De fyra sista lagen fick spela Kvalserien till division I.
| Nr | Lag                   | S  | V  | O | F  | GM | IM | MS  | P  |
| -- | --------------------- | -- | -- | - | -- | -- | -- | --- | -- |
| 1  | IK Hästen             | 14 | 12 | 2 | 0  | 68 | 32 | +36 | 26 |
| 2  | Nittorps IK           | 14 | 9  | 2 | 3  | 66 | 39 | +27 | 20 |
| 3  | Halmstad Hammers HC   | 14 | 8  | 3 | 3  | 79 | 43 | +36 | 19 |
| 4  | Mariestad BoIS HC     | 14 | 7  | 1 | 6  | 54 | 42 | +12 | 15 |
| 5  | Södra Hockey          | 14 | 5  | 3 | 6  | 42 | 44 | −2  | 13 |
| 6  | Kungälvs IK           | 14 | 5  | 3 | 6  | 52 | 64 | −12 | 13 |
| 7  | Hanhals/Kungsbacka IF | 14 | 2  | 1 | 11 | 40 | 73 | −33 | 5  |
| 8  | Göteborgs IK          | 14 | 0  | 1 | 13 | 24 | 88 | −64 | 1  |

### Division I Södra B vår
Serien bestod av lag 5–10 från höstserien samt vinnarna från höstserierna i Division II Götaland C och D, Kalmar HC och Kallinge/Ronneby IF, sammanlagt åtta lag som spelade fjorton omgångar. Malmölaget Pantern vann före Kristianstad. Båda lagen fick en plats i Playoff. Trean och fyran (Alvesta och Limhamn) var klara för division I nästa säsong. De fyra sista lagen fick spela Kvalserien till division I.
| Nr | Lag                 | S  | V  | O | F  | GM | IM | MS  | P  |
| -- | ------------------- | -- | -- | - | -- | -- | -- | --- | -- |
| 1  | IK Pantern          | 14 | 10 | 2 | 2  | 59 | 39 | +20 | 22 |
| 2  | Kristianstads IK    | 14 | 10 | 0 | 4  | 80 | 38 | +42 | 20 |
| 3  | Alvesta SK          | 14 | 9  | 1 | 4  | 52 | 47 | +5  | 19 |
| 4  | Limhamns IK Skäret  | 14 | 7  | 2 | 5  | 45 | 47 | −2  | 16 |
| 5  | Kalmar HC           | 14 | 6  | 0 | 8  | 55 | 51 | +4  | 12 |
| 6  | Helsingborgs HC     | 14 | 3  | 3 | 8  | 28 | 40 | −12 | 9  |
| 7  | Kallinge-Ronneby IF | 14 | 3  | 2 | 9  | 42 | 64 | −22 | 8  |
| 8  | Västerviks IK       | 14 | 2  | 2 | 10 | 27 | 62 | −35 | 6  |

## Playoff
Playoff Västra
- Borlänge HF–Valbo AIF 3–2, 4–2
- Arvika HC–Kristinehamns HT 1–3, 8–5

Borlänge och Arvika vidare till Kvalserien till Allsvenskan.
Playoff Östra
- Tierps IF–Väsby IK HK 2–2, 4–2
- Skå IK–Järfälla HC 3–3, 4–2[1]

Tierp och Skå vidare till Kvalserien till Allsvenskan.
Playoff Södra
Playoff Södra spelades i två serier. Skövde och Nittorp vann varsin serie och fick varsin plats i Kvalserien till Allsvenskan. Övriga lag var klara för division I nästa säsong.
Grupp A
| Nr | Lag              | S | V | O | F | GM | IM | MS | P |
| -- | ---------------- | - | - | - | - | -- | -- | -- | - |
| 1  | Skövde IK        | 6 | 3 | 3 | 0 | 21 | 14 | +7 | 9 |
| 2  | Nybro IF Hockey  | 6 | 3 | 1 | 2 | 19 | 20 | −1 | 7 |
| 3  | Kristianstads IK | 6 | 1 | 2 | 3 | 19 | 17 | +2 | 4 |
| 4  | IK Hästen        | 6 | 1 | 2 | 3 | 17 | 25 | −8 | 4 |

Grupp B
| Nr | Lag          | S | V | O | F | GM | IM | MS  | P  |
| -- | ------------ | - | - | - | - | -- | -- | --- | -- |
| 1  | Nittorps IK  | 6 | 5 | 0 | 1 | 21 | 11 | +10 | 10 |
| 2  | IK Pantern   | 6 | 4 | 0 | 2 | 22 | 18 | +4  | 8  |
| 3  | Tyringe SoSS | 6 | 2 | 1 | 3 | 14 | 20 | −6  | 5  |
| 4  | Borås HC     | 6 | 0 | 1 | 5 | 15 | 23 | −8  | 1  |

Tabelldata är hämtade från Årets ishockey 2000.

## Kvalserier till Allsvenskan
Norra kvalserien till Allsvenskan
Team Kiruna vann serien och fick en plats i Allsvenskan nästa säsong.
| Nr | Lag                  | S | V | O | F | GM | IM | MS  | P  |
| -- | -------------------- | - | - | - | - | -- | -- | --- | -- |
| 1  | Team Kiruna IF       | 6 | 5 | 1 | 0 | 33 | 13 | +20 | 11 |
| 2  | Örnsköldsviks SK     | 6 | 3 | 1 | 2 | 28 | 19 | +9  | 7  |
| 3  | Tegs SK              | 6 | 2 | 0 | 4 | 25 | 31 | −6  | 4  |
| 4  | AIK Hockey Härnösand | 6 | 1 | 0 | 5 | 15 | 38 | −23 | 2  |

Västra kvalserien till Allsvenskan
Skåre BK vann serien, men avböjde uppflyttning till Allsvenskan nästa säsong.
| Nr | Lag         | S | V | O | F | GM | IM | MS  | P  |
| -- | ----------- | - | - | - | - | -- | -- | --- | -- |
| 1  | Skåre BK    | 6 | 5 | 0 | 1 | 28 | 12 | +16 | 10 |
| 2  | Avesta BK   | 6 | 5 | 0 | 1 | 27 | 14 | +13 | 10 |
| 3  | Arvika HC   | 6 | 2 | 0 | 4 | 13 | 26 | −13 | 4  |
| 4  | Borlänge HF | 6 | 0 | 0 | 6 | 9  | 25 | −16 | 0  |

Östra kvalserien till Allsvenskan
Tierp vann serien och flyttades upp till Allsvenskan nästa säsong. Även Vallentuna  flyttas upp som ersättare till Skåre BK som avstod uppflyttning.
| Nr | Lag                     | S | V | O | F | GM | IM | MS  | P |
| -- | ----------------------- | - | - | - | - | -- | -- | --- | - |
| 1  | Tierps IF               | 6 | 3 | 2 | 1 | 19 | 10 | +9  | 8 |
| 2  | IF Vallentuna BK        | 6 | 3 | 2 | 1 | 15 | 16 | −1  | 8 |
| 3  | Mälarhöjden/Bredängs IK | 6 | 3 | 0 | 3 | 20 | 16 | +4  | 6 |
| 4  | Skå IK                  | 6 | 1 | 0 | 5 | 10 | 22 | −12 | 2 |

Södra kvalserien till Allsvenskan
Mörrum vann serien och fick platsen i Allsvenskan nästa säsong. Även Mölndal  flyttas upp efter Västerås IK:s konkurs.
| Nr | Lag               | S | V | O | F | GM | IM | MS  | P |
| -- | ----------------- | - | - | - | - | -- | -- | --- | - |
| 1  | Mörrums GoIS IK   | 6 | 4 | 1 | 1 | 26 | 12 | +14 | 9 |
| 2  | IF Mölndal Hockey | 6 | 3 | 1 | 2 | 22 | 18 | +4  | 7 |
| 3  | Nittorps IK       | 6 | 2 | 1 | 3 | 16 | 23 | −7  | 5 |
| 4  | Skövde IK         | 6 | 1 | 1 | 4 | 16 | 27 | −11 | 3 |

## Kval till division I
Kvalserien till division I Norra A
Kvalserien spelades med fyra lag i sex omgångar. Vännäs vann före Kirunalaget Tuolluvaara. Båda lagen klara för Division I nästa säsong. Överkalix och Lycksele hamnade på nedflyttningsplats, men återfanns trots det i Division 1 nästa säsong.
| Nr | Lag            | S | V | O | F | GM | IM | MS  | P |
| -- | -------------- | - | - | - | - | -- | -- | --- | - |
| 1  | Vännäs HC      | 6 | 4 | 1 | 1 | 24 | 13 | +11 | 9 |
| 2  | Tuolluvaara IF | 6 | 3 | 2 | 1 | 23 | 19 | +4  | 8 |
| 3  | Överkalix IF   | 6 | 2 | 1 | 3 | 23 | 31 | −8  | 5 |
| 4  | Lycksele SK    | 6 | 1 | 0 | 5 | 18 | 25 | −7  | 2 |

Kvalserien till division I Norra B
LN 91 och Svedjeholmen försvarade sina platser i Division I nästa säsong. Ånge och Höga kusten fick spela kvar i Division II.
| Nr | Lag              | S | V | O | F | GM | IM | MS  | P  |
| -- | ---------------- | - | - | - | - | -- | -- | --- | -- |
| 1  | LN 91            | 6 | 6 | 0 | 0 | 47 | 14 | +33 | 12 |
| 2  | Svedjeholmens IF | 6 | 4 | 0 | 2 | 36 | 22 | +14 | 8  |
| 3  | Ånge IK          | 6 | 1 | 0 | 5 | 12 | 34 | −22 | 2  |
| 4  | Höga Kustens HF  | 6 | 1 | 0 | 5 | 13 | 38 | −25 | 2  |

Kvalserien till division I Västra A
Västerås och Oppala tar platserna till Division I nästa säsong. Övriga lag får spela i  Division II.
| Nr | Lag              | S | V | O | F | GM | IM | MS  | P |
| -- | ---------------- | - | - | - | - | -- | -- | --- | - |
| 1  | Västerås HC      | 6 | 3 | 3 | 0 | 25 | 15 | +10 | 9 |
| 2  | Oppala IK        | 6 | 1 | 4 | 1 | 17 | 18 | −1  | 6 |
| 3  | Smedjebacken HC  | 5 | 2 | 1 | 2 | 16 | 24 | −8  | 5 |
| 4  | IF Noretpojkarna | 6 | 1 | 2 | 3 | 16 | 17 | −1  | 4 |

Kvalserien till division I Västra B
Fyra lag tävlade i sex omgångar om två platser i Division I nästa säsong. Division II-lagen Nor och Fagersta tog platserna på bekostnad av Munkfors och Säffle som fick spela i Division II nästa säsong.
| Nr | Lag          | S | V | O | F | GM | IM | MS  | P |
| -- | ------------ | - | - | - | - | -- | -- | --- | - |
| 1  | Nor IK       | 6 | 4 | 0 | 2 | 35 | 16 | +19 | 8 |
| 2  | Fagersta AIK | 6 | 3 | 1 | 2 | 29 | 25 | +4  | 7 |
| 3  | IFK Munkfors | 6 | 2 | 1 | 3 | 23 | 31 | −8  | 5 |
| 4  | Säffle HC    | 6 | 2 | 0 | 4 | 23 | 38 | −15 | 4 |

Kvalserien till division I Östra A
I de östra kvalserierna fanns en plats till Division I nästa säsong. Den togs av Tälje medan Östervåla och Täby flyttades ner till Division 2.
| Nr | Lag          | S | V | O | F | GM | IM | MS  | P |
| -- | ------------ | - | - | - | - | -- | -- | --- | - |
| 1  | IK Tälje     | 6 | 4 | 1 | 1 | 20 | 15 | +5  | 9 |
| 2  | Östervåla IF | 6 | 3 | 2 | 1 | 22 | 14 | +8  | 8 |
| 3  | IFK Täby     | 6 | 2 | 1 | 3 | 25 | 23 | +2  | 5 |
| 4  | IFK Salem    | 6 | 1 | 0 | 5 | 18 | 33 | −15 | 2 |

Kvalserien till division I Östra B
Fyra lag tävlade om den plats i Division I nästa säsong. Gotlandslaget Sudret vann serien, Haninge och Tyresö flyttades ner till Division 2.
| Nr | Lag                      | S | V | O | F | GM | IM | MS  | P  |
| -- | ------------------------ | - | - | - | - | -- | -- | --- | -- |
| 1  | Sudrets HC               | 6 | 5 | 0 | 1 | 22 | 12 | +10 | 10 |
| 2  | Haninge HC               | 6 | 4 | 0 | 2 | 23 | 15 | +8  | 8  |
| 3  | Tyresö HK                | 6 | 2 | 1 | 3 | 15 | 19 | −4  | 5  |
| 4  | Tullinge Triangel-Pojkar | 6 | 0 | 1 | 5 | 7  | 21 | −14 | 1  |

Kvalserien till division I Södra A
Fyra lag tävlade om en plats i Division I nästa säsong. Kungälv segrade med minsta möjliga marginal – de hade gjort ett mål mer än tvåan Lysekil. Kungälv flyttades därför upp till nästa säsong med övriga lag fick spela i Division II.
| Nr | Lag                | S | V | O | F | GM | IM | MS | P |
| -- | ------------------ | - | - | - | - | -- | -- | -- | - |
| 1  | Kungälvs IK        | 6 | 4 | 0 | 2 | 29 | 23 | +6 | 8 |
| 2  | Lysekils HK Viking | 6 | 4 | 0 | 2 | 28 | 23 | +5 | 8 |
| 3  | Tibro IK           | 6 | 2 | 0 | 4 | 25 | 30 | −5 | 4 |
| 4  | Göteborgs IK       | 6 | 2 | 0 | 4 | 18 | 24 | −6 | 4 |

Kvalserien till division I Södra B
I B-gruppen tog Kalmar HC platsen i Division I nästa säsong. Det skulle dock visa sig att föreningen gick i konkurs innan nästa säsong började.
| Nr | Lag           | S | V | O | F | GM | IM | MS  | P  |
| -- | ------------- | - | - | - | - | -- | -- | --- | -- |
| 1  | Kalmar HC     | 6 | 5 | 0 | 1 | 23 | 25 | −2  | 10 |
| 2  | Södra Hockey  | 6 | 4 | 0 | 2 | 35 | 26 | +9  | 8  |
| 3  | HC Dalen      | 6 | 3 | 0 | 3 | 32 | 22 | +10 | 6  |
| 4  | Västerviks IK | 6 | 0 | 0 | 6 | 19 | 36 | −17 | 0  |

Kvalserien till division I Södra C
Jonstorp från Höganäs vann platsen i Division I nästa säsong. Övriga lag klara för Division II.
| Nr | Lag                   | S | V | O | F | GM | IM | MS  | P |
| -- | --------------------- | - | - | - | - | -- | -- | --- | - |
| 1  | Jonstorps IF          | 6 | 4 | 1 | 1 | 27 | 15 | +12 | 9 |
| 2  | Kallinge-Ronneby IF   | 6 | 4 | 1 | 1 | 20 | 17 | +3  | 9 |
| 3  | Helsingborgs HC       | 6 | 3 | 0 | 3 | 25 | 18 | +7  | 6 |
| 4  | Hanhals/Kungsbacka IF | 6 | 0 | 0 | 6 | 13 | 35 | −22 | 0 |

Anmärkningar
1. 1 2  Årets ishockey anger att de tre främsta lagen kvalificerade sig för Division 1 nästa säsong, men det är rimligen ett skrivfel då endast segraren återfinns i divisionen följande säsong.